# Video Blues
Video Blues – węgierski dramat filmowy z 1992 roku w reżyserii Árpáda Sopsitsa.

## Fabuła
Film jest uwspółcześnioną interpretacją opowiadania o Kainie i Ablu. Głównymi bohaterami są dwaj bracia, Gábor i János. Gábor dawno temu wyjechał do Paryża i żyje z bogatą kobietą, natomiast János mieszka w Budapeszcie wraz z żoną Judit i trzyletnim synem Ádámem. Po siedmiu latach Gábor odzywa się do brata, przesyłając mu do Budapesztu kasetę wideo wraz z kamerą. Kaseta Gábora stanowi rodzaj „listu”, ponieważ nagrał on na niej swoje życie za granicą, a János za pomocą kamery ma nagrać podobny „list”. Bracia nawiązują korespondencję. Ich komunikaty są coraz bardziej prostackie i wzbudzają zazdrość obu braci. Kasety brata doprowadzają Jánosa do podejrzeń, że cztery lata temu Judit miała romans z Gáborem, a Ádám nie jest jego dzieckiem. Okazuje się, że faktyczną przyczyną wyjazdu Gábora była niespełniona miłość do Judit. Na skutek walki braci Judit ucieka z dzieckiem do Paryża. János podąża ich śladem, by się zemścić na bracie. W Paryżu Judit zrywa z Gáborem, widząc, że jest on zainteresowany wyłącznie fanatyczną wojną z bratem. Po tych wydarzeniach Gábor dokumentuje na kasecie wideo własną śmierć z rąk Jánosa, który mimowolnie pociąga za spust.

## Obsada
- Lajos Ottó Horváth – Gábor
- Attila Epres – János
- Judit Danyi – Judit
- Myriam Mézières – Éva
- Eszter Szakács – matka
- Andris Hadnagy – Ádám
- Pál Hetényi – ojciec
- Lajos Kovács – technik
- Jean-Claude Minot – handlarz bronią
- Jacques Delcos – majster mechanik
- Kader Lejri – właściciel studia
- Bob Kaba – Thomas[4]

## Nagrody
- 1992 – Międzynarodowy Festiwal Filmowy w Locarno – nagroda młodego jury
- 1993 – Międzynarodowy Festiwal Filmowy w Poczdamie – nagroda główna
- 1993 – Magyar Filmszemle – najlepszy reżyser[5]